# Newington Football Club
El Newington Football Club es un club de fútbol de Irlanda del Norte, con sede en Belfast. Fue fundado en el año 1979, y compite en la NIFL Championship, segunda categoría del fútbol norirlandés.

## Historia
El club se formó en el norte de la capital Belfast como Jubilee Olympic Football Club en 1979 y se unió a la Dunmurry League en 1980. El club cambió su nombre a Newington Youth Club en 1986, ganó su primer trofeo, la Breen Cup en 1987, y se convirtió en el equipo dominante en la Dunmurry League por el resto de su afiliación. En la temporada de 1990-91 el Newington se convirtió en el primer club de la Dunmurry League en ganar el County Antrim Junior Shield.
El club se unió a la Liga Amateur del Norte en 1994. Jugó en la División 2C y ganó cinco títulos, incluyendo el título de liga en su primera temporada. En la temporada siguiente ganaron la División 2B, ganando el ascenso a la máxima división junior de la Liga Amateur en el proceso.
Su mayor logro en el fútbol junior llegó el 1 de mayo de 1997 cuando ganaron el premio más grande en el fútbol junior, la FA Junior Cup irlandesa. El Newington derrotó al Fermanagh Lisbellaw United en la final. Siguió un título de la División 2A y pronto el club fue elevado a un estatus intermedio, ganando un lugar en la División 1B en 2000. El Newington siguió ganando la 1B en el primer intento, seguido por el título de la División 1A en 2001-02. Sin embargo, las instalaciones del Newington (el Muckamore Park en  Antrim) no alcanzaron los estándares requeridos para ganar el ascenso a la División Premier de la Liga Amateur.
En la temporada 2004-05 el Newington alcanzó los cuartos de final de la Steel & Sons Cup, con lo que automáticamente clasificó para el County Antrim Shield; y su primer partido contra la oposición senior. Una derrota de 0-2 ante Lisburn Distillery. Al final de esa temporada, el club terminó subcampeón en la División 1A, pero las recientes mejoras en el Muckamore Park significaron que esta vez el ascenso a la División Premier se hizo realidad.
En la temporada 2005-06, sólo once años después de unirse a la Liga en su división más baja, el Newington ganó el título de la Liga de Aficionados (y Border Cup) en el primer intento. Esta temporada también vio al club llegar a los cuartos de final de la Copa de Irlanda del Norte, perdiendo ante el Larne FC. En 2007-2008 el club alcanzó las semifinales de la Copa Intermedia irlandesa, y en 2008-09 ganó el título de la Liga de Aficionados por segunda vez.
El 14 de enero de 2012 el club protagonizó lo que la BBC describió como "uno de los mayores choques en la historia de la Copa de Irlanda" cuando derrotaron a Glentoran FC por 1-0 en la quinta ronda en el propio terreno del gigante de Belfast, The Oval. Las casas de apuestas daban una probabilidad de 20 a 1 para ganar el partido, el club triunfó a través de la meta de Neil Quinn y se sintió atraído para enfrentar a Dungannon Swifts FC en la sexta ronda.
El 24 de mayo de 2013 se jugó el partido más grande en la historia del club, en el que lograron el ascenso al Campeonato de la NIFL 2, el tercer nivel del fútbol nacional. Se enfrentaron a los campeones de la Liga de Fútbol de Mid-Ulster, el Dollingstown FC en un play-off de dos partidos para el ascenso, y ganaron el desempate por la regla del gol de visitante después de que la serie terminó 4-4 en el agregado. Una derrota de 2-3 seguida de una victoria en casa de 2-1 fue suficiente para sellar la promoción.
En 2016 el Campeonato NIFL 2 sufrió una renovación, transformándose en la NIFL Premier Intermediate League. El Newington, un club notable durante esta transición, logró un éxito significativo en las temporadas posteriores. En 2017 el Newington se aferró a la Copa de Acero e Hijos. En 2021 volvieron a ser nombrados vencedores de la misma copa.
En la temporada 2021/22 vio a Newington sobresalir en la Premier Intermediate League, reclamando el título y ganando un ascenso a la NIFL Championship. Terminaron por delante de Bangor F.C. por 7 puntos y de Armagh City F.C. por 11 puntos.
Entrando en la NIFL Championship en la temporada 2022/23, Newington terminó en el noveno lugar, consolidando su posición en la liga. Este periodo reflejó su adaptabilidad y marcó una fase de crecimiento para el club en el competitivo panorama futbolístico.
Después de haber sido conocido anteriormente como Newington Youth F.C., el club ahora se conoce como Newington Football Club.

## Estadio
El club tiene su origen en la zona de Newington, en Belfast, aunque debido a la falta de instalaciones para clubes junior e intermedios en el norte de Belfast, han jugado partidos en casa en Muckamore Park en Antrim, en la sede del Brantwood FC en Skegoneill Avenue, en el Richardson Park en Dunmurry y en The Cliff en Larne. En 2008 el club se involucró en una asociación con el club de la NIFL Premiership el Crusaders FC con miras a asegurar financiación para un nuevo terreno compartido en el norte de Belfast. Como parte del arreglo el Newington utilizó el Seaview de Crusaders para los partidos en casa en 2008-09, marcando un regreso a casa en los partidos del norte del club en el norte de Belfast. Desde la temporada 2013-14, la primera temporada del club en el Campeonato NIFL 2, hasta 2017-18, el club volvió a jugar en Seaview. En 2018 el club se mudó a compartir el Solitude con el Cliftonville FC, Jugarían allí hasta 2023, cuando se mudarían a Inver Park y compartir sede con el Larne FC.

## Palmarés

### Torneos nacionales
- Tercera División (1): 2021-22

### Torneos regionales
- Steel & Sons Cup (2): 2017-18, 2021-22
- Liga de Fútbol del Norte (5): 2005-06, 2008-09, 2009-10, 2010-11, 2012-13